# Íñigo Dávalos

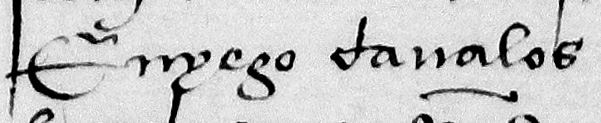
Enyego d'Àvalos, en un documento de la cancillería napolitana de Alfonso el Magnánimo

Íñigo Dávalos (Toledo, 1414 - Nápoles, 1484),  conocido también como Enyego d'Àvalos o Inico d'Avalos; fue un noble castellano, hijo del condestable Ruy López Dávalos que ejerció como gran camarlengo de Nápoles desde 1449 hasta su muerte en 1484. Se le considera el autor de la novela de caballería en lengua valenciana Curial e Güelfa.

## Biografía
Cuando su padre, el gran condestable de Castilla Ruy López Dávalos, cayó en desgracia y se exilió a Valencia (1422), él y sus hermanos (conocidos como “los Enyegos”) se criaron como pajes en la corte valenciana de Alfonso V de Aragón. Emparentaron aquí con los nobles valencianos Maça-Cornell (homenajeados en la novela caballeresca a él atribuïda) y unieron su destino a la aventura italiana del rey: Sicilia, 1432-1435; conquista de Nápoles, 1435-1443. No obstante, durante los años 1435-1440, con licencia de Alfonso V, Enyego permaneció en Milán como camerarius y cortesano del duque Filippo Maria Visconti. Este le donó la villa de Borgofranco y el castillo de Scaldasole (los poseyó hasta 1444). Luego, durante los años 1443-1447, vivió entre Milán (donde era embajador de la Corona de Aragón) y Nápoles, donde ejercía responsabilidades de gobierno y diplomacia, como otros nobles valencianos: los Cardona-Villena, los Montcada, los Ximenes d’Urrea...). Fracasado el intento de 1447 de hacer que la Corona de Aragón se convirtiese en “señora de Milán”, regresó con el rey Alfonso a Nápoles (1448), donde ejercería desde 1449 de gran camarlengo del reino: el segundo oficial de gobierno más relevante, ya que controlaba el gran organismo financiero y recaudatorio del reino, la Camera della Sommaria. Su gran prestigio diplomático a escala europea le valió, entre otras condecoraciones, la obtención del collar del orden inglés de la Jarretera.
Amigo y mecenas de los más prestigiosos humanistas de Italia (Barzizza, Decembrio, Filelfo, Poggio, Manetti, Valla, Beccadelli, Facio...), fue amante de las artes, la música y los libros: poseyó la segunda mayor biblioteca del sur de Italia, por detrás de la del rey de Aragón.
En 1442, tras la conquista del Reino de Nápoles por la Alfonso V, Dávalos fue nombrado conde de Monteodorisio. 

## Obra
Todavía se hallan libros suyos esparcidos por todo el mundo como, por ejemplo, el volumen de los Intronati de Siena que contiene el relato decameroniano de Guiscardo e Ghismonda, inspirador de una parte del argumento del Curial. El caballero “científico” D’Àvalos se interesó por las Artes Liberales, la poesía, los escritores italianos del Trecento y los clásicos greco-latinos: Homero, César, Virgilio, Platón, Plutarco y un largo etcétera. Organizador y campeón de justas deportivas, y experto en “disciplina militar”, como el héroe italiano de su novela, Curial el lombardo, se formó como condottiero en la guerra de Milán y Venecia por Salò (il Salonese) y Verona (1438-1440), codo a codo con un veterano mercenario saboyano, el señor de Salanova. Ello justifica la aparición en la novela caballeresca que se le atribuye de personajes como Salonés de Verona (enemigo) o Salanova (amigo). También aparecen rivales napolitanos como “Boca de Far", o el paje predilecto del Magnánimo, “Gabrielet Curial”, protegido de D’Àvalos, que inspiró en parte la figura del protagonista de la novela. En realidad, Curial e Güelfa es un relato lleno de referencias a personajes de la época, muchos de los cuales se relacionan “en clave”, o de una manera muy transparente, con la biografía del autor. D’Àvalos fue autor también de tratados de cetrería que él mismo tradujo del catalán al italiano, donde se auto-titulaba “amatore delle Sacre Muse". Exhibía por amor de su prometida, desde 1443, “un león rampante que cruzaba los dos campos de un escudo partido”, exactamente como hará Curial por amor de su señora, la Güelfa. Luchó contra los turcos cuando éstos intentaron invadir el reino, y fue enterrado en la iglesia napolitana de Santa Ana de los Lombardos, a escasos pasos de la tumba de su amigo Gabrielet Curial. Durante el reinado de Fernando I de Nápoles, Inico d’Avalos y su familia se italianizaron culturalmente, como el resto de la corte, pero su hija Constanza todavía era capaz, por 1495, de dedicar unos versos a su difunto hermano Alfonso d’Avalos “nel più fiorito valenziano".